# Pedro Calderón de la Barca
Pedro Calderón de la Barca (Madrid, 17. siječnja 1600. – Madrid, 25. svibnja 1681.) najveći je dramatičar španjolskog baroka i posljednji veliki pisac zlatnog vijeka španjolske književnosti.
U mladosti se odlučio za vojničku karijeru, a 1651. godine se zaredio i neko vrijeme živio na dvoru kralja Filipa IV. kao kapelan. Isusovački đak i svjedok propadanja španjolske moći, Calderón je pjesnik epohe koja je živjela u obmanama slavne prošlosti i nedostaje mu spontanost i vitalna snaga jednog Lope de Vege, ali je nadoknađuje poniranjem u psihu svojih junaka i majstorskom dramskom tehnikom. Njegove "Komedije" mogu se podijeliti na religiozne, filozofske i tragične.
Calderón je napisao i oko 200 kazališnih komada, od kojih su 80 kratka crkvena prikazanja u jednom činu (autos sacramentales) koja su se izvodila pod vedrim nebom i u kojima obrađuje motive iz Starog i Novog zavjeta. Od svjetovnih su mu drama najpoznatije Zalamejski sudac (1652.) i Život je san (1636.), koje se još i danas s uspjehom izvode.

## Vanjske poveznice
- Stranica o Calderónu de la Barci (šp.)

### Ostali projekti
|  | Zajednički poslužitelj ima još gradiva o temi Pedro Calderón de la Barca |